# Magnús Scheving
Magnús Örn Eyjólfsson Scheving (Borgarnes, 10. studenog, 1964.), islandski je glumac.

## Vanjske poveznice
- Magnús Scheving na IMDB-u